# بارسوکوو (شهرستان شارانسکی، باشقیرستان)
بارسوکوو (انگلیسی: Barsukovo, Sharansky District, Republic of Bashkortostan) یک شهرک در شهرستان شارانسکی استان باشقیرستان کشور روسیه است.